# Gampola
Gampola est une ville du centre du Sri Lanka située dans le District de Kandy. Située sur le fleuve Mahaweli, elle est gérée par un Conseil urbain.
Gampola a été la capitale du roi Buwanekabahu IV, qui a régné sur l'île pendant quatre ans au XIVe siècle. Son dernier roi a été Buwanekabahu V, qui a régné 29 ans. Une autre ville a été construite à Kotte à cette époque par un noble connu sous le nom d'Alagakkonara.
Le plus long Bouddha couché d'Asie se trouve à Gampola, dans le temple de Saliyalapura.

## Monuments

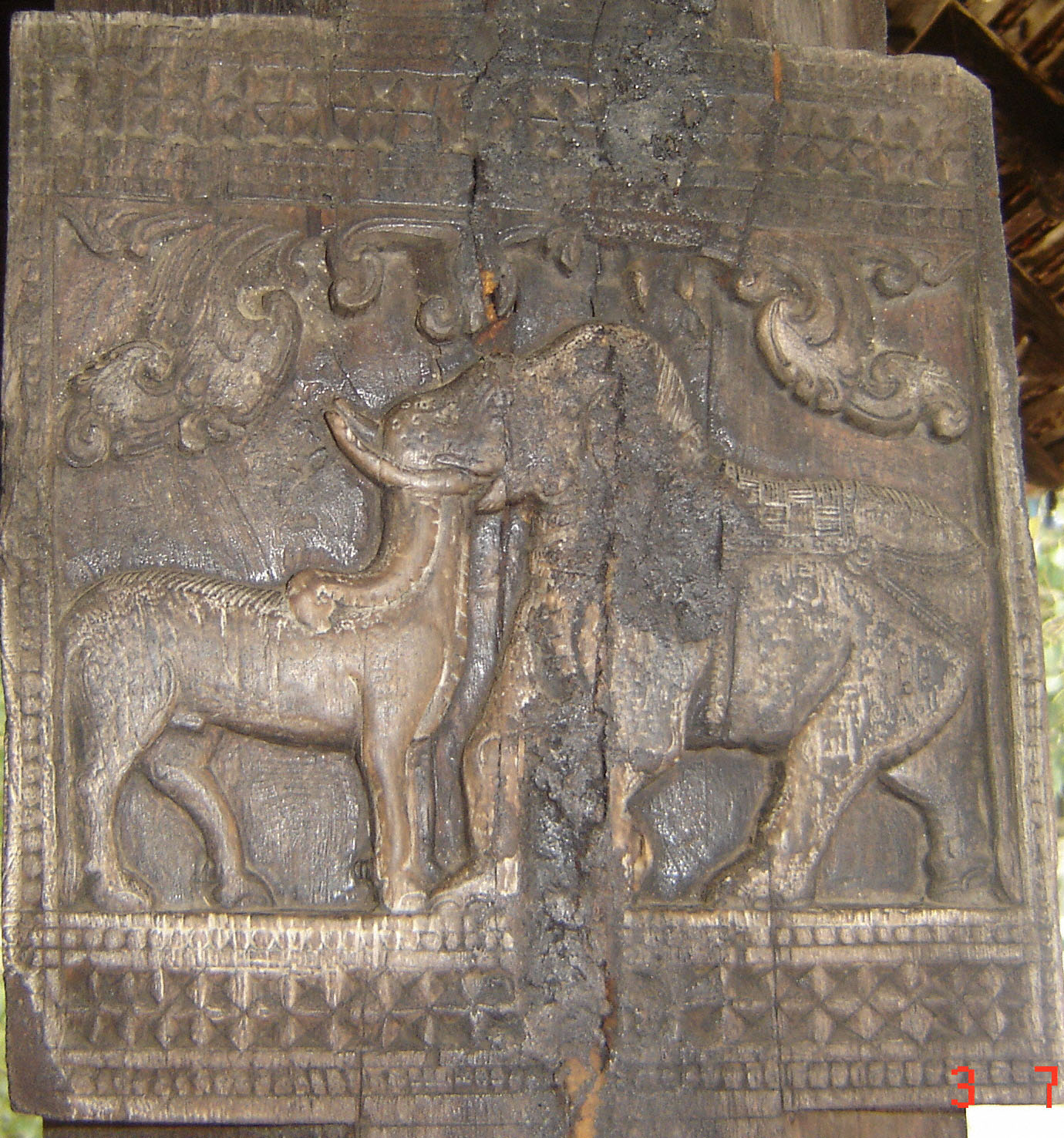
Bois gravé de l'Embekka Devalaya.

Le Royaume de Gampola (1345-1406) a principalement laissé des temples, dont les plus célèbres sont ceux de Lankathilaka, de Gadaladeniya (en) et l'Embekka Devalaya. Les inscriptions anciennes (Shila Lekhana) du temple de Lankathilaka révèlent un grand nombre d'informations sur cette époque. La statue de Bouddha du temple présente des caractères qui la rattachent à l'art de l'Inde du Sud. Le temple possède aussi l'une des plus grandes collections de bois gravés du Sri Lanka.
Située dans les collines du centre de l'île, Gampola possède un climat tempéré tout au long de l'année. À 1 087 m du niveau de la mer, la colline d’Ambuluwawa possède un centre touristique consacré à la biodiversité et à la culture.

## Population
La plupart des habitants sont Cinghalais, avec une forte proportion de Maures et une petite minorité tamoule.

## Résidents notables
- W. M. P. B. Dissanayake (en) (1927-2003), homme politique
- D. M. Jayaratne (né en 1931), homme politique

## Galerie

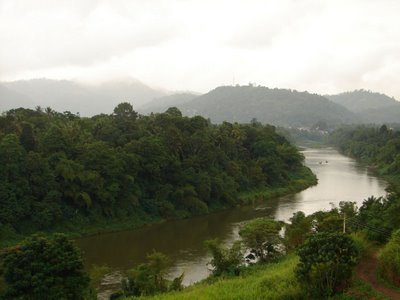
La Mahaweli près de Gampola.
- Tour en tuk-tuk dans la ville (2013).
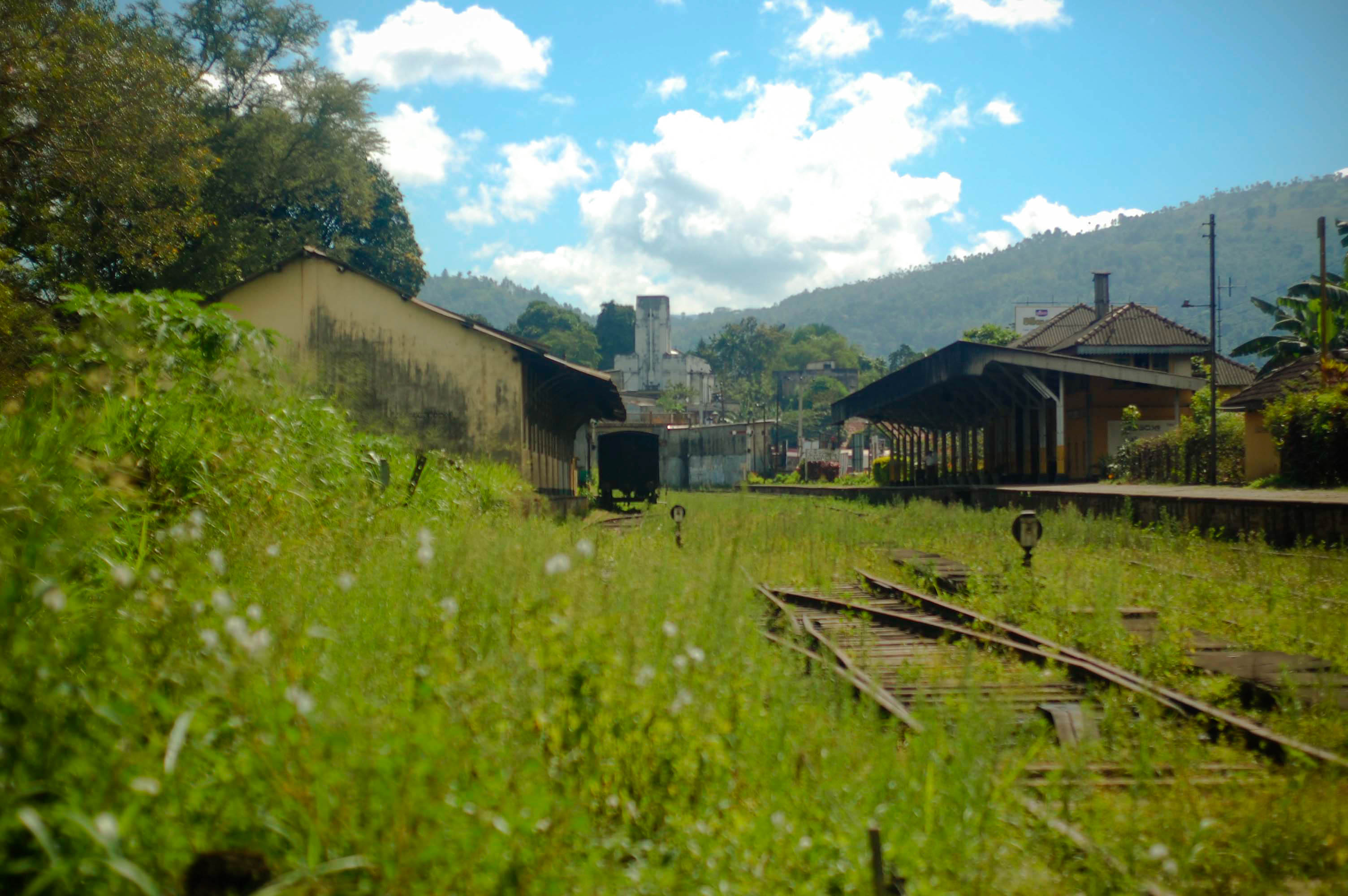
Voies ferrées. Gampola se trouve sur la ligne Colombo-Badulla.
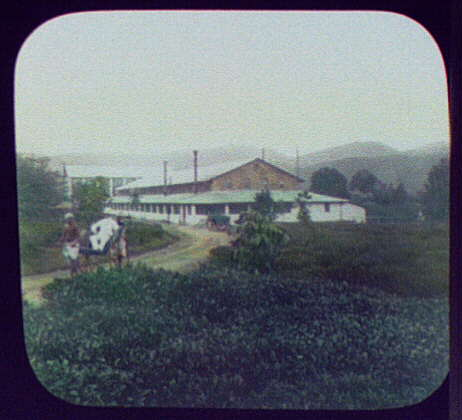
Un planteur en rickshaw devant la fabrique de thé Maria Watta en 1895 (photo colorée à la main).